# Râul Izvorul Tăului
Râul Izvorul Tăului este un curs de apă din județul Maramureș, România, afluent de dreapta al râului Valea Șturului.  

## Hărți
- Harta județului Maramureș
- Harta muntii Gutâi  Arhivat în 4 martie 2016, la Wayback Machine.